# Andreas Meyer (Historiker)
Andreas Meyer (* 19. Dezember 1955 in Zürich; † 6. Februar 2017) war ein Schweizer Historiker.
Meyer lehrte von Sommersemester 2001 bis zu seinem Tod 2017 als Professor für Mittelalterliche Geschichte und Historische Hilfswissenschaften an der Philipps-Universität Marburg. Meyer galt als einer der besten Kenner der päpstlichen Kanzlei des Spätmittelalters. Als sein wichtigstes Forschungswerk gilt die Neuedition der Regule Cancellarie.

## Leben
Der Sohn des Germanisten Kurt Meyer legte die Matura im aargauischen Suhr ab. Er studierte Geschichte und Literatur an der Universität Zürich, zunächst mit dem Ziel, Lehrer im Schuldienst zu werden. Nach bestandenen Examen blieb er jedoch an der Universität. Er wurde Assistent von Ludwig Schmugge. In Zürich wurde er 1984 promoviert mit einer von Schmugge betreuten Arbeit über die Stellenbesetzung und Klerikerversorgung in Zürich durch die päpstliche Kurie während des Spätmittelalters. Er habilitierte sich 1993 ebenfalls in Zürich mit einer Arbeit zu Notariatsinstrumenten. Meyer war Assistent an den Universitäten Zürich und Bern. Von 1989 bis 1996 nahm er einen Forschungsaufenthalt am Istituto Svizzero di Roma und am Deutschen Historischen Institut in Rom (DHI) wahr. Dort erarbeitete er schwer erschließbare italienische Archivbestände. Der Italienaufenthalt hinterließ nachhaltigen Eindruck auf ihn und seine weiteren Forschungen. Die Ergebnisse seiner Arbeit in Italien mündeten in die Habilitationsschrift zum Notariat im früh- und hochmittelalterlichen Lucca. Von Oktober 1993 bis September 1994 übernahm er die Gastdozentur am DHI in Rom. Hinzu kamen Lehrstuhlvertretungen in Zürich, Tübingen und Bern. Von Juli 1998 bis Februar 2001 war er Assistenzprofessor an der Universität Zürich.
Er war seit März 2001 als Nachfolger von Hans K. Schulze ordentlicher Professor für Mittelalterliche Geschichte und Historische Hilfswissenschaften an der Philipps-Universität Marburg. Bis zu seinem Tod betreute er 15 Dissertationen. Er leitete zugleich das Lichtbildarchiv älterer Originalurkunden bis 1250 und erwarb um dessen Erhalt und Digitalisierung bleibende Verdienste. Unter Meyers Leitung wurde die Sammlung in eine im Internet nutzbare Datenbank umgewandelt. Als akademischer Lehrer unternahm er regelmäßig Exkursionen nach Rom, Bologna, Lucca, Pisa, Venedig, Apulien oder in seine Schweizer Heimat. Meyer engagierte sich in der Kommission des Grimm-Preises, im Mittelalterzentrum und beim Mittelalterpreis sowie als Vorsitzender des Seniorenkollegs.
Meyer starb im Februar 2017 an Pankreaskrebs. Er wurde auf dem Aarauer Stadtfriedhof beigesetzt.

## Forschungsschwerpunkte
Schwerpunkte seiner Forschungen waren das italienische und deutsche Notariat, die spätmittelalterliche Kirchengeschichte, besonders das Pfründenwesen, die Alltagsgeschichte, päpstliche Kanzleiregeln, die Luccheser Stadtgeschichte, der Heiligenkult im Mittelalter, der Fernhandel im Spätmittelalter und die Hospitalgeschichte.
In seiner Dissertation befasste Meyer sich mit den Klagen über den Missstand der päpstlichen Pfründenvergabe im Spätmittelalter und wollte exemplarisch am quellenmäßig gut dokumentierten Zürcher Frau- und Großmünsters zeigen, wie der „Mechanismus der Pfründenvergabe“ tatsächlich funktionierte. Seit Leo Santifallers Dissertation über das Brixener Domkapitel aus dem Jahre 1919 wurde das Thema der personellen Zusammensetzung von Dom- und Stiftskirchen des mittelalterlichen Reiches nicht mehr in dieser Gründlichkeit untersucht. Die Arbeit wurde von Hans Conrad Peyer am 27. Januar 1987 in der Neuen Zürcher Zeitung als „ein wichtiges, zuverlässiges Grundlagenwerk für die weitere Erhellung unserer spätmittelalterlichen Geschichte in ihrer europäischen Verflechtung“ gewürdigt. Seine Arbeit hatte Pioniercharakter. In den folgenden Jahren erschienen an der Universität Zürich weitere Dissertationen über eidgenössische Stiftskirchen, die Meyers Ansatz fortsetzten.
Seine Habilitationsschrift befasste sich mit dem italienischen Notariat von seinen Anfängen bis um 1400 (S. 7–178) und analysierte am Beispiel von Stadt und Diözese Lucca den notariellen Arbeitsalltag zwischen 1220 und 1280 (S. 235–502). Die Forschungen zum Notariat setzte er mit der Arbeit des Luccheser Notars Ser Ciabatto fort. Im Jahr 2005 gab er dessen Imbreviaturen, die zu den frühesten Notariatsregistern gehören, in einen Band für die Jahre 1222 bis 1232 heraus. Als sein Hauptwerk gilt die Neuedition der Regule Cancellarie. Für diese Neuedition konnte er über 180 Handschriften mit Kanzleiregeln in unterschiedlichsten Archiven und Bibliotheken aufspüren. In seinen letzten Jahren widmete er sich den spätmittelalterlichen päpstlichen Kanzleiordnungen. Meyer gab gemeinsam mit Sebastian Müller und Thomas Wozniak eine Festschrift für Hans K. Schulze heraus. Damit sollten sowohl das 50-jährige Promotionsjubiläum als auch der im Herbst 2012 anstehende 80. Geburtstag Schulzes gefeiert werden. Aus diesem Anlass fand am 8. Oktober 2012 ein Festakt im Hessischen Staatsarchiv Marburg statt. Der 2014 veröffentlichte Sammelband enthält Beiträge von 15 Autoren, die sich anhand verschiedener Themen mit Schulzes Forschung befassen.
Meyer war seit 2008 Mitglied der Commission Internationale de Diplomatique. Er übernahm zusammen mit Irmgard Fees im Jahr 2015 mit dem Band 61 die Herausgeberschaft des Archivs für Diplomatik.

## Schriften (Auswahl)
Ein Schriftenverzeichnis erschien in: Theo Kölzer: Nachruf Andreas Meyer (1955–2017). In: Archiv für Diplomatik, Schriftgeschichte, Siegel- und Wappenkunde 63, 2017, S. XI–XXIV, hier: S. XV.–XXIV.
- Felix et inclitus notarius. Studien zum italienischen Notariat vom 7. bis zum 13. Jahrhundert (= Bibliothek des Deutschen Historischen Instituts in Rom. Bd. 92). Niemeyer, Tübingen 2000, ISBN 3-484-82092-6.
- Manducator von Lucca. Ein unbekannter Kanonist des frühen 13. Jahrhunderts. In: Quellen und Forschungen aus italienischen Archiven und Bibliotheken 76, 1996, S. 94–124 (Digitalisat)
- Spätmittelalterliches Benefizialrecht im Spannungsfeld zwischen päpstlicher Kurie und ordentlicher Kollatur: Forschungsansätze und offene Fragen. In: Stanley A. Chodorow (Hrsg.): Proceedings of the eighth international congress of medieval canon law (= Monumenta iuris canonici. Series C: Subsidia. Bd. 9). Biblioteca Apostolica Vaticana, Città del Vaticano 1992, ISBN 88-210-0634-4, S. 247–262.
- Das Wiener Konkordat von 1448 – eine erfolgreiche Reform des Spätmittelalters. In: Quellen und Forschungen aus italienischen Archiven und Bibliotheken 66, 1986, S. 108–152 (Digitalisat).